# Eucynortula pentapunctata
Eucynortula pentapunctata is een hooiwagen uit de familie Cosmetidae.